# L'home controlador de l'univers
L'home controlador de l'univers, també conegut com a L'home en l'encreuament de camins, és un mural pintat per Diego Rivera l'any 1934 per al Palau de Belles Arts, a la Ciutat de Mèxic.

## Història
L'any 1933 Diego Rivera va començar a pintar un mural per al Centre Rockefeller de Nova York. L'obra va quedar sense finalitzar perquè Rivera va introduir un retrat del líder comunista Vladimir Lenin, la qual cosa va fer que la família Rockefeller la rebutgés. Quan Rivera va rebre l'encàrrec de decorar una de les parets del segon pis del Palau de Belles Arts, va reprendre molts dels motius de l'obra per finalitzar i va treballar en ella al llarg del 1934.

## Tema
El contingut del mural és obertament polític. Vist per parts tenim:
- A l'eix central l'obrer és l'home idealitzat que controla l'univers, posicionat en l'encreuament de camins de dues ideologies oposades.
- A la secció dreta s'observa una visió idealitzada del món socialista, amb treballadors a la Plaça Roja, encapçalats per Lenin, i amb la presència de Karl Marx, Friedrich Engels, Lev Trotski i Bertram D. Wolfe.
- Les el·lipses són el marc i el microcosmos.